# Apeadero Loma Alta
Apeadero Loma Alta es una estación ferroviaria ubicada en la localidad de Lomas Villanueva, en el Departamento General Paz de la Provincia de Corrientes, República Argentina. 

## Servicios
Se encuentra precedida por la Estación Lomas de Vallejos y le sigue el Embarcadero Paso Florentín.